# Hadena sejuncta
Hadena sejuncta là một loài bướm đêm trong họ Noctuidae.